# محمدمهدی بهکیش
محمدمهدی بهکیش (زادهٔ ۲۸ مه ۱۹۴۴ برابر با ۱۳۲۳ هجری‌شمسی در مشهد) اقتصاددان اهل ایران می‌باشد. بهکیش که دکترای اقتصاد خود را از دانشگاه بلومینگتون آمریکا دریافت کرده است سال‌ها استاد دانشگاه علامه طباطبایی بوده است. او در میان صاحب‌نظران اقتصاددان، نامی آشناست و رئیس اتاق ایران - ایتالیا و دبیرکل اتاق بازرگانی بین‌المللی ایران و رئیس شورای رؤسای اتاق بازرگانی ایران و ایتالیا است. او در اوایل سال‌های دهۀ شصت با سلسله جلساتی پیرامون اقتصاد ایران و تعامل آن با جهان به‌تدریج به دایرهٔ نخبگان تاثیرگذارِ ایران راه یافت، و پس از آن بود که با حضور در پاره‌ای از مناسبات دولتی راهی برای نخبگان علمی در هرم دولت نیز گشود. محمدمهدی بهکیش به دلیل حضور در اتاق بازرگانی و حضور در عرصۀ عملی اقتصاد علاوه بر دانش نظری، دانش عملی از اقتصاد دارد و در حوزه‌های مختلف اقتصادی صاحب‌نظر است و از جمله معدود اقتصاددانانی است که در مورد پروژۀ راه ابریشم و پیوستن ایران به آن نظرات واقع بینانه‌ای داشته و دارد و در مصاحبه‌های مختلف به آن پرداخته است.